# Caisse des dépôts et consignations
Caisse des dépôts et consignations (CDC) je francouzský státní finanční ústav. Hlavní sídlo se nachází v 7. obvodu v Paříži v komplexu budov mezi Rue de Lille a Quai Anatole-France. Společnost byla zřízena speciálním zákonem 28. dubna 1816 a od svého založení stojí pod přímým dohledem francouzského parlamentu. V roce 2009 měla 73 500 zaměstnanců, zisk činil 2,478 miliardy € a obchodní bilance 255,591 mld €.

## Činnost
CDC má základní úkoly:
- je vedoucí správcovskou společností francouzských spořicích vkladů, penzijních fondů a soukromých investičních fondů, které jsou ve Francii chráněné zákonem,
- má vedoucí postavení ve financování sociálního bydlení ve Francii a v oblasti rozvoje měst a dopravní infrastruktury,
- je dlouhodobým finančním partnerem pro obce, departementy a regiony,
- investuje do rozvoje francouzské ekonomiky.

CDC proto primárně spravuje důchodové a státních fondy, které jsou následně investovány ve veřejném i soukromém sektoru a to především v oblastech:
- program na podporu malých a středních podniků (přes 1 miliardu €),
- bydlení (zejména v oblasti sociálního bydlení vzniká až 90 000 bytů ročně)
- vysoké školy (modernizace francouzských univerzit),
- trvale udržitelný rozvoj (obnovitelné zdroje energie, ochrana biodiverzity, společensky zodpovědné investice).

## Podíly
CDC drží 40 % podílu v životní pojišťovně CNP Assurances, 43,7 % ve finančním podniku Oséo, dále vlastní realitní společnosti ICADE (61 %) a SNI (100 %). Ve vlastnictví má majoritní podíl (75ˇ%) ve stavební společnosti Egis. Kromě toho vlastní CDC 42% podíl v turistické společnosti Compagnie des Alpes a Belhambra (40 %). Další podíly CDC jsou v dopravní společnosti Veolia Transdev (50 %) a ve vodárenské společnosti Veolia Environnement (9,5 %) (stav v dubnu 2011).